# Współliniowość (analiza regresji)
Współliniowość (ang. multicollinearity) – sytuacja, w której zmienne objaśniające w modelu regresji są silnie skorelowane. 
Termin doskonała współliniowość odnosi się do sytuacji, gdy pomiędzy zmiennymi objaśniającymi występuje pełna zależność liniowa. Gdy współliniowość jest doskonała, macierz układu {\displaystyle X} nie jest macierzą pełnego rzędu, a zatem macierzy momentów {\displaystyle X^{\mathsf {T}}X} nie można odwrócić. W tej sytuacji oszacowania parametrów regresji nie są dobrze określone, gdyż układ równań ma nieskończenie wiele rozwiązań.  
Niedoskonała współliniowość odnosi się do sytuacji, w której zmienne predykcyjne nie są w pełni zależne liniowo, ale występuje pomiędzy nimi silna korelacja. 
Do opisu stopnia współliniowości stosuje się następujące miary statystyczne:
- współczynnik korelacji liniowej Pearsona
- współczynnik inflacji wariancji (VIF)
- wskaźnik tolerancji (stanowiący odwrotność VIF)